# Protibande
Protibande (nemško Gegenbande; tudi raztrganci) so bile majhne, paravojaške enote (po navadi v velikosti voda ali čete), izurjene za protigverilsko bojevanje, ki jih je organiziral Gestapo na področju Gorenjske in Štajerske med drugo svetovno vojno.
Moštvo enot so večinoma sestavljali izdajalci in kriminalci, ki so sprva delovali le kot ogledniki in vodiči, nakar so jih reorganizirali v bolj aktivno enoto. Poveljnik enote je bil po navadi nemški pripadnik Gestapa. Partizanski dezerterji so bili zelo primerni za tako enoto, saj so poznali gverilsko bojevanje, vedeli za organizacijo in sam princip delovanja NOV in POS. Kot dezerterji so se še bolj intenzivno borili, saj jim je v primeru zajetja grozila smrtna kazen.
Večino časa je enota tako preživela na terenu, kjer je bila oblečena v partizanske uniforme in po navadi v zasedah lovila manjše enote, patrulje, terence in kurirje.